# TV-året 2017

## Händelser

### TV-program
- 1 januari – Säsongstart i SVT för den elfte omgången av Stjärnorna på slottet.
- 30 december – Säsongstart i SVT för den tolfte omgången av Stjärnorna på slottet.

#### TV-seriestarter
- 1 januari –  Premiär för TV-serien Saknad i C More.[1]
- 15 januari – Premiär för TV-serien Innan vi dör i SVT.[2]
- 24 september – Premiär för den amerikanska science fiction-serien Star Trek: Discovery i CBS och CBS All Access.[3][4]

#### TV-serieavslutningar
- 12 november – Avslutning för 2012 års Turtlesserie i Nickelodeon USA efter fem säsonger.[5]
- 14 december - Avslutning för Hotel Cæsar i Norge efter 34 säsonger

## Avlidna
- 19 januari – Miguel Ferrer, 61, amerikansk skådespelare (Twin Peaks, Jordan, rättsläkare, NCIS: Los Angeles).[6]
- 23 januari – Gorden Kaye, 75, brittisk skådespelare ('Allå, 'allå, 'emliga armén).[7]
- 25 januari – Mary Tyler Moore, 80, amerikansk skådespelare (The Mary Tyler Moore Show).[8]
- 25 januari – Siewert Öholm, 77, svensk journalist, TV-personlighet, debattör och programledare (Svar direkt).[9]
- 1 februari – Lars-Erik Berenett, 74, svensk skådespelare (Hassel, Skilda världar, Molanders).[10]
- 1 februari – Stig Grybe, 88, svensk komiker (Pratmakarna) och skådespelare (Stieg Trenter-serien).[11]
- 23 februari – Bengt Fahlström, 78, svensk journalist, TV-producent och programledare (Barnjournalen).[12]
- 3 april – John Chrispinsson, 60, svensk journalist och programledare (Svepet).[13]
- 20 april – Olle Björling, 79, svensk skådespelare (Någonstans i Sverige, Lära för livet, Hedebyborna).[14]
- 22 april – Alicia Lundberg, 83, svensk journalist och programpresentatör.[15]
- 23 april – Inga Ålenius, 78, svensk skådespelare (Hem till byn).[16]
- 23 maj – Roger Moore, 89, brittisk skådespelare (Helgonet, Snobbar som jobbar).[17]
- 24 maj – Ragna Nyblom, 87, svensk skådespelare och TV-personlighet.[18]
- 24 juni – Monica Nordquist, 76, svensk skådespelare (Den vita stenen, Madicken).[19]
- 3 augusti – Robert Hardy, 91, brittisk skådespelare (I vår herres hage).[20]
- 22 augusti – Lars Parmler, 75, svensk ryttare och expertkommentator för banhoppning i SVT.[21]
- 31 augusti – Janne "Loffe" Carlsson, 80, svensk musiker, skådespelare (Vem älskar Yngve Frej, Någonstans i Sverige) och programledare (Loffe på Cirkus).[22]
- 25 september – Annie Wegelius, 58, svensk TV-producent och programdirektör.[23]
- 29 september – Magdalena Ribbing, 77, svensk författare, journalist och folkvettsexpert.[24]
- 8 oktober – Birgitta Ulfsson, 89, finlandssvensk skådespelare (Mumintrollet) och teaterregissör.[25]
- 12 oktober – Bo Holmström, 78, svensk journalist och TV-reporter.[26]
- 20 oktober – Judith McGrath, 70, australisk skådespelare (Kvinnofängelset).[27]
- 24 oktober – Robert Guillaume, 89, amerikansk skådespelare (Lödder, Benson).[28]
- 9 november – John Hillerman, 84, amerikansk skådespelare (Ellery Queen, Magnum).[29]
- 10 november – Johan Malm, 86, svensk översättare vid Sveriges Television.[30]
- 17 november – Rikard Wolff, 59, svensk sångare och skådespelare (Apelsinmannen, Jakten på tidskristallen).[31]
- 26 november – Lars Ulvenstam, 96, svensk litteraturvetare, författare, journalist och TV-producent.[32]